# Эш Кетчум
Эш Кетчум (англ. Ash Ketchum) — главный герой аниме «Покемон». В оригинальной японской версии его зовут Сатоси (яп. サトシ) (в честь создателя «Покемона» Сатоси Тадзири). Помимо аниме, он появляется в различного рода продукции, связанной с «Покемоном»: в манге, в полнометражных фильмах, в играх и прочих медиатоварах. Эш основан на персонаже по имени Ред, главном герое первых игр серии Pokémon Red и Blue. Его заветная мечта — стать Мастером Покемонов, самым лучшим тренером покемонов всех времён.

## Появления

### До событий сериала
В 28 эпизоде девятнадцатого сезона («Покемон: XYZ»), «Ответы в заснеженном лесу!», показана истинная история о том, почему Эш Кетчум так сильно любил покемонов: когда Эш был ещё маленьким, он постоянно хотел знакомиться и дружить со всеми покемонами и однажды отправился на экскурсию в лес. Однако во время вылазки пошел дождь, и Эш заблудился, и он был напуган до такой степени, что разрыдался. Эш был вынужден спрятаться в дупле ближайшего дерева, чтобы переждать непогоду и дождаться прихода подмоги. Однако он заметил группу диких покемонов, которые также искали укрытие от дождя. Эш пригласил их внутрь дерева, и покемоны присоединились к нему, чтобы согревать, оберегать от опасностей и подбадривать его. Это сделало Эша настолько счастливым, что он крепко задумался о том, насколько сильно он хотел стать тренером, чтобы путешествовать по миру со своими друзьями-покемонами.
В 1 эпизоде двадцать третьего сезона («Покемон: Приключения»), «Приветствуйте Пикачу!», шестилетний Эш спросил свою маму, можно ли ему пойти в летний лагерь покемонов профессора Оука, и, увидев неиссякаемый энтузиазм своего сына, та с радостью записала его. Однако Эш пропустил поход, поскольку разбил будильник и проспал.
В 7 эпизоде семнадцатого сезона («Покемон: XY»), «В погоне на скачках Райхорнов!», также выяснилось, что Эш всё-таки посетил летний лагерь покемонов профессора Оука в Паллет-Тауне, где он ранее встречался с подругой детства Сереной. В какой-то момент во время отдыха в лагере Серена повредила колено от падения после того, как была напугана Поливагом. Эш перевязал её травму своим носовым платком, который она сохранила и вернула Эшу в этом эпизоде.
В 58 эпизоде пятого сезона («Покемон: Путь Мастера»), «Кто же победит?», а также в 46 эпизоде седьмого сезона («Покемон: Новое испытание»), «Свет, Камера, мотор», было раскрыто, что Эш также дружил с Гэри Оуком, внуком профессора Оука, и они вместе ходили в кино, но когда они вдвоём одновременно выловили из реки старый покебол, то долго спорили, кто будет его хранить у себя. После долгих споров они решили разломить его на две половинки, и с тех пор Эш и Гэри хранят свои половинки покебола у себя как напоминание о дне, когда они начали своё соперничество.

### В аниме
В аниме Эш является очень энергичным подростком. Он твёрд в бою с соперниками, мягок и ласков со своими друзьями и покемонами. Готов сражаться с любым, кто бросит ему вызов, до самого конца. Его легко вывести из себя, но при необходимости он умеет собраться. Его отличает заботливость, он не считает зазорным после битвы поинтересоваться о здоровье покемона соперника. Эш — не самый умный и выдающийся тренер, тем не менее он учится на своих ошибках. Он не любит сдаваться и старается найти выход даже из самого сложного положения. Иногда он принимает действительно неординарные решения, но всё-таки часто проигрывает. Среди многих фанатов бытует мнение, что Мисти неравнодушна к Эшу: в песне американской версии «Misty’s Song» это говорится напрямую, кроме того есть множество фактов, по мнению фанатов, намекающих на это. Тем не менее один из создателей аниме Масамицу Хидака сказал, что взаимоотношения у Эша и Мисти ближе к взаимоотношениям брата и сестры, чем к романтическим. Кроме того многие фанаты задаются вопросом, кто же такой отец Эша. Масамицу Хидака ответил, что отец Эша является тренером покемонов и появится в сериале, если сценаристы решат развить характер Эша. Также многие фанаты задаются вопросом, когда у Эша день рождения. Согласно новеллизации «Pocket Monsters: The Animation» Такэси Судо, оригинального автора аниме, есть подтверждение того, все молодые тренеры, включая Эша, начинают своё путешествие 1 апреля, а за день до этого мама Эша, Делия Кетчум, говорила, что провела с сыном десять лет, десять месяцев и десять дней до того дня, когда Эшу исполнилось десять лет, что может быть подтверждением того, что день рождения Эша приходится на 31 марта. Кроме Пикачу, у Эша есть Драгонайт, Мистер Майм (по прозвищу Майми, покемон матери Эша, позже вернулся к ней), Генгар, Лукарио (ранее Риолу), Сирфетч'д (ранее Фарфетч'д региона Галар) и Драковиш (восстановленный ископаемый покемон). Также у него были Роулет, Инсинероар (ранее Литтен и Торракат), Сумеречный Лайканрок (ранее Рокрафф) и Мелметал (ранее Мелтан, мифический покемон), которые сейчас у профессоров Кикея и Бурнет. В лаборатории профессора Оука находятся Талонфлейм (ранее Флетчлинг и Флетчиндер), Хаулуча, Нойверн (ранее Нойбэт), Анфезант (ранее Пидав и Транкуиль), Ошавотт, Пигнайт (ранее Тепиг), Снайви, Скрэгги, Ливанни (ранее Севадл и Свадлун), Палпитод, Болдор (ранее Рогенролла), Крукодайл (ранее Крокорок), Стараптор (ранее Старли и Старевия), Тортерра (ранее Туртвиг и Гротл), Инфернейп (ранее Чимчар и Монферно), Буизель, Глайскор (ранее Глайгер), Гибл, Свеллоу (ранее Тэйлоу), Септайл (ранее Трикко и Гроувайл), Корфиш, Торкал, Глэйли (ранее Снорант), Геракросс, Бэйлиф (ранее Чикорита), Квилава (ранее Синдаквил), Тотодайл, шайни Ноктаул, Донфан (ранее Фэнпи), Снорлакс, Бульбазавр, Чаризард (ранее Чармандер и Чармелеон), Кинглер (ранее Крабби), Мак и 30 Тауросов. Эш отдал другим тренерам Сквиртла, Праймейпа, Хонтера (которого он не ловил), Бидрилла, отпустил Баттерфри (ранее Катерпи и Метапод), Пиджита (ранее Пиджеотто), Лапраса, Ларвитара, Гудру (ранее Гуми и Слиггу), Грениндзю (ранее Фроки и Фрогадир) и Наганадела (ранее Пойпол, Ультра-Чудовище, позже вернулся в команду Эша, когда он попал в беду. После окончания Лиги Алолы, вернулся домой). У Эша также был Ратикэйт, который был выменян на Баттерфри, но Эш сразу же обменял его обратно, и Эйпом, которого Эш поменял с Доун на Буизеля.
В начале сериала Эш, которому исполнилось десять лет, получает право тренировать покемонов. Так как он проспал, и стартовых покемонов разобрали до него, профессор Оук даёт ему Пикачу как первого покемона. Поначалу Эш и Пикачу не ладили, но впоследствии стали лучшими друзьями. Эш путешествовал по региону Канто вместе со своими друзьями Мисти и Броком. За ним по пятам следуют члены Команды R (Джесси, Джеймс и Мяут), которые на протяжении всего сериала намереваются похитить Пикачу, но раз за разом терпят неудачу (так как обычно при этом они по разным причинам улетают в небо, то они кричат, что оказываются в пролёте). Эш получал новых покемонов в основном не ловя их, а становясь с ними друзьями, слабо разбирался в битвах покемонов, и многие значки, которые он получил, он получил не в честной схватке, а благодаря непредвиденному стечению обстоятельств. Тем не менее он стал достаточно сильным тренером и вошёл в список 16-ти лучших тренеров чемпионата Лиги Индиго (а его соперник Гэри Оук, вечно находившийся на несколько шагов впереди Эша, вошёл только в список 32-х). После поражения в чемпионате на плато Индиго Эш отправляется на Оранжевые острова за GS-болом — загадочным покеболом — для профессора Оука. Узнав, что на Оранжевых островах есть своя Лига покемонов, Эш решает в ней поучаствовать и становится чемпионом Оранжевой лиги, одолев Дрэйка.
Осмелев, Эш вместе с Мисти и Броком отправляется в регион Джото. Он завоёвывает все восемь значков Джото и участвует в соревнованиях Серебряной конференции, на которых доходит до четвертьфинала. На чемпионате он побеждает Гэри и тем самым сбивает с него спесь, после этого они вновь становятся друзьями, какими они были в детстве. Затем Эш отправляется в регион Хоэнн, с ним путешествуют Брок, начинающий тренер Мэй, ставшая координатором покемонов, и её младший брат Макс; в ходе путешествия по региону Хоэнн друзья сталкиваются с двумя преступными группировками — командой Магма и командой Аква, стремящимися завоевать мир при помощи легендарных Граудона и Кайогра. Благодаря помощи Лэнса, чемпиона региона Джото и члена Элитной Четвёрки Канто, их удаётся победить. Эш собирает все восемь значков Хоэнна, участвует в региональном чемпионате и вновь терпит поражение в четвертьфинале. В сопровождении своих друзей он отправляется на Боевой Рубеж в Канто, получает все семь символов, побеждая семерых Глав Рубежа. Ему предлагают стать Главой Боевого Рубежа, но Эш отказывается и отправляется в область Синно, путешествует там с Броком и Доун, координатором покемонов; в ходе путешествия друзья сталкиваются с Командой Галактика во главе с Сириусом, стремящейся создать новую вселенную с помощью Палкии и Диалги. Благодаря помощи Синтии, чемпиона региона Синно, а также детектива Лукера из Международной Полиции угрозу удаётся остановить. Эш собирает все восемь значков Синно и участвует в региональном чемпионате покемонов и, выбив своего главного соперника по Синно Пола в четвертьфинале, проходит в полуфинал, где проигрывает Тобиасу, искусному тренеру покемонов, имеющего в напарниках мифического покемона Даркрая и легендарного покемона Латиоса, которых команда Эша победила дорогой ценой, чего до этого момента не удавалось никому.
Поучаствовав в чемпионате Синно, Эш отправляется в регион Юнова. На сей раз Эша сопровождают Айрис, мечтающая стать мастером драконов, и Сайлан — ценитель покемонов, один из лидеров стадиона в Стриатон Сити (в русском дубляже телеканала ТНТ имя Айрис было переведено как Ирис). Как и раньше, Эш завоёвывает все восемь значков Юновы и участвует в чемпионате региона, в четвертьфинале проиграв Камерону из-за эволюции его Риолу в Лукарио. Затем Эш, Айрис и Сайлан вместе с загадочным человеком по имени N путешествуют к Белым Руинам, чтобы лицезреть легендарного Реширама, попутно отбивая нападки Команды R и Команды Плазма, стремящейся подчинить своей воле Реширама и завоевать мир. После полного разгрома Команды Плазма друзья Эша добираются с ним до региона Канто через острова Деколор, где расстаются, следуя за своими мечтами.
Затем Эш отправился в регион Калос, чтобы бросить вызов местной Лиге Покемонов, а также узнать больше о Мега Эволюции, трансформации, благодаря которой большинство полностью эволюционировавших покемонов принимают более мощную временную форму. Находясь там, он начал путешествовать с Клемонтом, лидером стадиона в Люмиос-Сити, и его младшей сестрёнкой Бонни, а также вместе с Сереной, с которой он познакомился в летнем лагере покемонов, когда они были намного моложе. Они встречают новых соперников, таких, как Сойер, Шона, Тиерно, Тревор и Алан. В числе прочих найденных или обретённых им покемонов оказывается Фроки, который позже развивается в могущественного Грениндзю. Хотя у Эша ещё нет покемонов, которые могут мега-развиваться, группа обнаруживает, что его Грениндзя способен проявить «Феномен Связи», преобразование, где Эш и Грениндзя подключаются друг к другу психически и тело Грениндзи приобретает цветовую гамму, напоминающую Эша. Как и Мега Эволюция, данная трансформация временная и делает «Эша-Грениндзю» гораздо более мощным и хорошо способным победить мега-эволюционировавших покемонов. В настоящее время ни один другой известный покемон не способен к Феномену Связи, и несколько соперников проявили большой интерес к тому, чтобы конкурировать с ним в Лиге Калос со своим собственным мега-эволюционирующим покемоном. Как и раньше, Эш зарабатывает все восемь значков для участия в Лиге Калос, и при помощи новых покемонов побеждает многих противников и их мега-эволюционировавших покемонов, выйдя в финал и повысив тем самым свой предыдущий высокий рейтинг, но побежден Аланом. После турнира Эш и его друзья приняли участие в битве против Команды Пламя, местной злодейской организации, стремящейся захватить регион. Во время кризиса Эш попадает в плен к Команде Пламя вместе со своими покемонами. Лисандр, лидер организации, хотел использовать его и Грениндзю для осуществления своих преступных планов. Команда Пламя использовала мини-версию своего устройства, способного контролировать Зайгарда, легендарного покемона Порядка, пытаясь контролировать Эша вместе с Грениндзей и их Феномен Связи. Но Эш, который смог услышать голос Пикачу, и Грениндзя сопротивлялись контролю Команды Пламя. Злодеям не удалось сломать их боевой дух и нарушить их связь, благодаря чему они активируют Феномен Связи и вырываются из плена. Алан освободил других покемонов Эша и помог ему уничтожить Команду Пламя. Выяснилось, что он был её членом, но ушёл из группировки, осознав её истинную суть (в том числе благодаря Эшу). Как только Команда Пламя была окончательно повержена, Эш отпускает своего Грениндзю, чтобы он помогал Зайгарду защищать Калос от других угроз. Эш и Грениндзя также хотели уберечь себя и своих друзей, особенно Пикачу и остальных товарищей, от опасностей, зная, что кто-то вроде Команды Пламя будет не только пытаться использовать их способности для целей зла, но и использовать кого-либо близкого как заложников в попытке получить то, что они хотят. Пути Эша и его друзей разошлись: Клемонт и Бонни остались в Люмиос-Сити, работать на стадионе, Серена отправилась в регион Хоэнн, чтобы улучшить свои навыки исполнительницы покемонов (успев перед этим признаться Эшу в своей любви к нему и на прощание поцеловать его), а Эш вернулся в родной Паллет-Таун, чтобы отдохнуть и набраться сил для грядущих испытаний и приключений.
Во время отдыха со своей матерью в регионе Алола, Эш сталкивается с Тапу Коко, одним из местных покемонов-хранителей, который дает ему кольцо-Z, предмет, который позволяет тренеру проявлять особые способности от своего покемона. Когда Эш впервые использует кольцо-Z с Пикачу, то производит огромный всплеск энергии, который перегружает и разрушает питающий его кристалл-Z, после чего Эш понимает, что должен научиться контролировать его. Чтобы овладеть силой кольца-Z и доказать, что он достоин обладать ею и использовать для защиты людей и покемонов, Эш решает остаться в Алоле и поступает в Школу Покемонов острова Мелемеле, живет с профессором Кикеем и учится со своими новыми одноклассниками: Ланой, Маллоу, Лили, Софоклисом и Киаве, сражаясь против Команды R и Команды Череп. Во время своего пребывания в Алоле, Эш не только встретил множество новых разновидностей покемонов, некоторые из которых стали частью его новой команды покемонов, но и соревновался в Вызове острова, каждый из которых вёл к Великим Испытаниям против каждого вождя острова; одержав победу в предварительных и Великих Испытаниях, Эш получил различные кристаллы-Z. С открытием покемонов из других измерений, известных как Ультра-Чудовища, появляющихся через Ультра-Червоточины, Эш и его одноклассники стали частью команды под названием Ультра Хранители, которой поручено захватить Ультра-Чудовищ и вернуть их в свои измерения. Позже Эш принял участие в самой первой официальной Лиге Покемонов региона Алола (профессор Кикей очень давно об этом мечтал), что привело к его первой победе в официальном чемпионате Лиги Покемонов в карьере тренера покемонов, и он побил свой последний рейтинг в Лиге. После окончания Лиги Алолы, Эш решил продолжить своё путешествие по всему миру и первой его остановкой стал родной Паллет-Таун, где он сможет повидаться с матерью и своими друзьями-покемонами в лаборатории профессора Оука.
Эш отправился на торжественное открытие нового исследовательского центра в Вермилион-Сити с профессором Оуком и своей мамой. После встречи с Лугией и подружившись с новым тренером по имени Го, Эш принял предложение профессора нового исследовательского центра стать специальным помощником вместе со своим новым другом. После принятия предложения Эш решил остаться в Вермилион-Сити, так как он и Го будут путешествовать по всему миру, чтобы собирать информацию о покемонах. Во время своего путешествия Эш узнает о Динамаксе и даже получил Динамакс-браслет от действующего "Монарха мира" Леона, который также является чемпионом региона Галар. Увидев, что его Пикачу имеет способность к Гигантамаксу (усиленной версии Динамакса), и проиграв неофициальную битву с Леоном, Эш решил выступить на Кубке Коронаций, чтобы он мог подняться вверх по ранговой лестнице и однажды официально сразиться с действующим чемпионом мира. Войдя в Восьмёрку Мастеров и одолев чемпионов регионов Хоэнн и Синно, Стивена Стоуна и Синтию, Эш выходит в финал и вступает в решающую схватку с Леоном, которая оканчивается победой Эша, обеспечивая ему титул Монарха.
После того, как турнир закончился, Эш отправился в поход с Го и Хлоей, прежде чем отправиться в новое путешествие, чтобы достичь своей цели - стать Мастером Покемонов, но не раньше, чем попрощаться с Го. Позже Эш воссоединился с Мисти и Броком, когда они снова путешествовали с ним, воссоединившись со старыми друзьями и помогая нуждающимся покемонам. Прежде чем воссоединиться со своими давними друзьями, Эш сталкивается с легендарным покемоном Латиас, которой он лечил раны и спасал от Команды R. Сначала Эш не знал, что Латиас следует за ним, пока не попал в засаду со стороны Команды R. Эш и его друзья помогли Латиас спасти Латиоса от охотника за покемонами. Попрощавшись с Дуэтом Вечности, Эш снова расстался с Мисти и Броком, прежде чем отправиться обратно в Паллет-Таун. Когда Гэри спросил его, как далеко он продвинулся в достижении своей мечты, Эш не был уверен, поскольку решил провести некоторое время дома, исследуя и проводя время со своими покемонами, которых держит в лаборатории профессора Оука. Однако в конце концов Эш нашел свой ответ, когда понял, что для него Мастер Покемонов - это человек, который может подружиться с любым покемоном и знает, что ему предстоит пройти долгий путь, чтобы осуществить свою мечту. Благодаря этому новому решению Эш снова покинул Паллет-Таун, чтобы продолжить свое путешествие.
Эш значительно улучшил свои способности в качестве тренера в течение всего аниме. Однако его искренность и решимость остались прежними. В течение первого сезона аниме Эш тренировался, чтобы поймать больше покемонов, чем его соперник детства, Гэри Оук, хотя тот всегда был более сильным тренером. Вскоре он начал уделять больше внимания каждой из способностей своих покемонов. Будучи обычным человеком, Эш проявлял невероятные силы и способности: например, он способен чувствовать и контролировать Ауру, которую обычно использует Риолу или Лукарио, а когда Эш получил от Коррины камень-ключ, его сила Ауры заметно возросла, что позволило Эшу и его Лукарио отыскать Лукарионит на Мега Острове в регионе Калос и обрести мощь Мега Эволюции. Эш также способен использовать Феномен Связи, чтобы превратить своего Грениндзю в Эша-Грениндзю. Благодаря своей безграничной любви к покемонам, Эш, кажется, понимает их чувства, поскольку иногда он делится с ними связью, ощущая их боль, видя их мысли, воспоминания, заставляя их появляться во сне как способ просить его о помощи по различным причинам и слышать, что они говорят, хотя способности обычно проявляются в основном у Легендарного Покемона, но когда-то это было у Мифического Покемона. Кроме того, Эш показал, что иногда ощущает присутствие покемонов или когда кто-то приходит. Хотя Эш и вовлекался и в конечном итоге попадал в плен к Команде R и злодейским организациям из своих прошлых путешествий по разным причинам, Эш избежал попадания в плен к нескольким злодейским организациям, таким как Команда Аква, Команда Плазма и Команда Череп.

### Достижения

#### Завоёвано значков
За время своего путешествия с целью получения титула Мастера Покемонов, Эш собрал 8 значков из каждого из основных регионов Канто, Джото, Хоэнн, Синно, Юнова и Калос. Кроме того, он также получил 4 значка от Оранжевого Архипелага и победил чемпиона Оранжевых Островов, чтобы получить Трофей Победителя. Он также собрал все 7 фронтовых символов Боевого Рубежа поколения III, и ему предложили должность в качестве будущего Главы Рубежа, от которой он отказался. В регионе Алола он завершил все Великие Испытания островов Мелемеле, Акала, Ула'Ула и острова Пони.

#### Рейтинги в чемпионатах Лиги Покемонов
- Конференция Плато Индиго (Лига Канто): Топ-16 (поражение от Ритчи, дисквалификация из-за лени Чаризарда)
- Серебряная конференция (Лига Джото): Топ-8 (поражение от Харрисона)
- Конференция Эвер-гранд (Лига Хоэнн): Топ-8 (поражение от Тайсона)
- Конференция острова Ландышей (Лига Синно): Топ-4 (поражение от Тобиаса)
- Конференция Вертресс (Лига Юнова): Топ-8 (поражение от Кэмерона)
- Конференция Люмиос (Лига Калос): Второе место (поражение от Алана)
- Конференция Манало (Лига Алолы): Победитель и чемпион

#### Кубок Коронаций
- Турнир Мастеров Кубка Коронаций: Монарх (текущий)[4]

### В играх

Оригинальный Эш в Red и Blue

Хотя сам по себе Эш в играх основной серии не появляется, он основан на главном герое первых игр серии Pokémon Red и Blue — Реде. Ред, как и Эш, путешествует по региону Канто, собирает значки, соперничает с внуком профессора Оука Блу, противостоит Команде R и стремится стать чемпионом Лиги покемонов. В Pokémon Yellow, дополнении Red и Blue, и его ремейке Pokémon Let's Go Pikachu стартовым покемоном Реда является Пикачу, кроме того, он, как и Эш в аниме, получает всех трёх стартовых покемонов Канто: Бульбазавра, Чармандера и Сквиртла, и ему также противостоят Джесси и Джеймс. Рэд является главным героем ремейков Red и Blue Pokémon FireRed и LeafGreen и появляется как финальный босс в сиквелах Pokémon Gold, Silver и Crystal и в их ремейках Pokémon HeartGold и SoulSilver, а также в Pokémon Stadium 2 в локации «Серебряная гора». Там у Реда есть Пикачу, а также Венузавр, Чаризард и Бластойз, развитые формы Бульбазавра, Чармандера и Сквиртла соответственно. Ред появляется как один из героев в файтинге-кроссовере от Nintendo Super Smash Bros. Brawl под именем «Тренер покемонов».
Единственные игры, где Эш появляется сам по себе, это Pokémon Puzzle League для игровой приставки Nintendo 64, и Pokémon Masters EX для мобильных устройств Android и iOS. В Puzzle League Эш является главным героем, а в Pokémon Masters EX он и его Пикачу являются одной из пар синхронизации.

### В манге
Эш появляется в манге The Electric Tale of Pikachu, основанной на первых двух сезонах аниме-сериала, а также в другой манге Ash & Pikachu, также основанной на аниме. В манге Эш преимущественно путешествует один, и лишь иногда  к нему присоединяются Мисти и Брок. Автор манги The Electric Tale of Pikachu Тосихиро Оно сказал, что Эш является одним из его самых любимых персонажей, которых он рисовал, и добавил, что «хотел бы отправиться в путешествие, прямо как он! И забыть про работу, аренду и т. п.». Персонаж по имени Сатоси является главным героем манги Pokémon Zensho. В Pokémon Pocket Monsters главный герой — Исаму Акаи по прозвищу «Ред».

## История создания
Персонаж был создан на основе Реда, главного героя игр Pokémon Red и Blue. Дизайном Реда занимался Кэн Сугимори, дизайнер персонажей для игр основной серии. В японском оригинале его назвали Сатоси, в честь Сатоси Тадзири, создателя «Покемона». Для аниме его образ немного изменила художница Саюри Итиси. В американской версии Сатоси был переименован в Эша, помимо этого, ему дали фамилию «Кетчум» — производное от слогана медиа-франшизы «Gotta Catch’Em All!» (с англ. — «Поймать их всех!»).
Тадзири в интервью отметил, что в Японии больше покупают вещи с Пикачу, а в США — вещи с Эшем и Пикачу одновременно. Создатель «Покемона» сделал вывод, что в Америке лучше понимают его идею, поскольку человек не менее важен, чем покемон. У Эша, как и у Реда, есть соперник — внук профессора Оука Гари Оук (Блу в играх), которого в японской версии аниме зовут Сигэру, в честь Сигэру Миямото, которого Тадзири считает своим учителем. Тадзири подчеркнул разницу между взаимоотношениями Реда и Блу и Эша и Гари: если первые два настоящие соперники, то Гари скорее старший друг Эшу. На вопрос «превзойдёт ли когда-нибудь Эш Гари» Тадзири ответил «Нет! Никогда!». Возраст Эша не меняется на протяжении сериала: ему всегда 10 лет. Создатели аниме объясняют, что в противном случае сериал был бы рассчитан на более взрослую аудиторию.

### Озвучивание
В японской версии аниме Эша озвучивает сэйю Рика Мацумото. Как она сама сказала, ей легко озвучивать главных героев-мальчиков, так как в детстве у неё был весьма бойкий характер, и именно поэтому ей нравится озвучивать Сатоси. В американском дубляже студии 4Kids Entertainment Эша озвучивает Вероника Тейлор, после восьмого сезона, в дубляже The Pokémon Company — Сара Наточенни. После того, как диалоги переведены с японского, их меняют так чтобы они подходили по длине. Озвучивание проходило в полной изоляции, поэтому Тэйлор проводила по шесть-восемь часов в помещении для озвучивания. Её голос часто записывали самым первым, поэтому ей приходилось представлять реплики, сказанные до её слов. «К счастью, я работала с хорошим режиссёром, помогавшим мне вникать в смысл диалогов и соблюдать интонации». Тэйлор сказала, что ей нравилось озвучивать Эша из-за его «хриплого и низкого голоса» и «энергичности и жизнерадостности». Кроме того, Тэйлор заметила, что Эш и его друзья «вошли в раж» после первых десяти серий аниме: как ей кажется, работа сценаристов стала менее напряжённой, и именно поэтому ей больше нравилось озвучивать Эша в более поздних сериях.

## Отзывы и популярность
Книга The Japanification of Children’s Popular Culture назвала Эша примером собирательного образа всех игроков: как и игроки, он — новичок в игровом мире и только открывает его для себя. Кроме того, в книге замечено, что на протяжении аниме-сериала Эш становится всё опытнее и его характер развивается. Сайт UGO.com поставил Эша на пятнадцатое место в списке самых запоминающихся обладателей головных уборов, заметив, что «его можно любить или ненавидеть, но все знают Эша Кетчума благодаря его бело-красной кепке». «Книга рекордов Гиннесса 2011 — издание для геймеров» поставила Эша на 37-е место в списке любимых читательских персонажей компьютерных игр, хотя сам по себе Эш в играх почти не появлялся.
IGN раскритиковал Эша за то, что он не взрослеет и не меняется на протяжении всего сериала, кроме того, до сих пор неизвестно, кто его отец и где он вообще находится, если в сериале его не показывают. Kotaku утверждает, что всякий раз, когда дизайн Эша менялся, он выглядит взрослее и стройнее. Сайт объяснил этот факт, что Эш постоянно проигрывает на соревнованиях Лиги покемонов и не взрослеет из-за того, что в противном случае сериал был бы рассчитан на более взрослую аудиторию, а также тем, что Эш и так популярен и известен. Создатель сериала «Время приключений с Финном и Джейком» Пендлтон Уорд сделал небольшой пародийный мультфильм про Эша и Пикачу, где графический стиль взят из «Времени приключений». Майкл Бэггс с BBC счёл, что то, что Эш постоянно проигрывает турниры в Лиге покемонов, несёт в себе тот посыл, что неудачником быть нормально.